# Seefeld (Pritzwalk)
Seefeld ist ein Ortsteil der Stadt Pritzwalk im Landkreis Prignitz in Brandenburg.

## Geografie
Der Ort liegt sechs Kilometer südlich von Pritzwalk. Die Nachbarorte sind Buchholz im Norden, Sarnow im Nordosten, Langnower Ausbau im Osten, Boddin im Südosten, Klein Woltersdorf im Süden, Groß Woltersdorf im Südwesten, Mesendorf im Westen sowie Eggersdorf im Nordwesten.

## Geschichte
Die erste schriftliche Erwähnung von Seefeld stammt aus dem Jahr 1581. Darin wurde der Ort unter „von dem felde zur Sehe“ verzeichnet. Bis 1816 gehörte der Ort zum Kreis Pritzwalk in der Provinz Prignitz; ein Teil der Kurmark der Mark Brandenburg und kam anschließend zum Kreis Ostprignitz. Ab 1952 gehörte Seefeld zum Kreis Pritzwalk im Bezirk Potsdam. Seit dem 6. Dezember 1993 ist der Ort ein Teil des heutigen Landkreises Prignitz.
In Seefeld bestand ein Rittergut (heute Dorfstraße 1), das unter anderem von der Familie von Rohr bewohnt wurde. Im Gutshaus lebte ab 1875 Adolphine von Rohr mit ihrem Mann Louis von Rohr. Nach dem Tod des Gatten 1882 zog Adolphine nach Potsdam und wurde 1899 zur Äbtissin des Stifts Heiligengrabe ernannt. 1923 starb Adolphine von Rohr in Seefeld. Ab 1928 wurde das Gelände des Ritterguts in eine Reihe von Siedlerhäusern umgewandelt. Außerdem entstanden ein Polizeiposten, eine Schmiede und eine Stellmacherei. Im Gutshaus waren zudem die Bürgermeisterei, Wohnräume, später ein HO-Kiosk und ein Kindergarten untergebracht.